# Ghislaine Pierie
Ghislaine Pierie (Ede, 13 september 1969 – Amsterdam, 27 januari 2023) was een Nederlandse actrice, regisseuse, dramacoach en kok die landelijke bekendheid kreeg voor haar rol als Babette van Woensel in Rozengeur & Wodka Lime.

## Biografie
Na het behalen van haar mavodiploma bij het Isendoorn College behaalde Pierie het havodiploma aan het Stedelijk Lyceum Zutphen en ging studeren aan de Toneelschool Maastricht. Ze hield het daar een jaar uit. Ze trok in 1989 naar de Toneelschool in Amsterdam, waar ze in 1994 afstudeerde.
In 1993 was Pierie te zien op het toneel in Het huis van Belinda (regie: Helmert Woudenberg) en De Presidentes (regie: Theu Boermans). Na haar afstuderen werd ze gecast voor het tweede seizoen van Coverstory en hier kwam ze erachter dat ze acteren voor de camera leuker vond dan op toneel. Pierie bleef wel actief in het theater.
Op televisie is ze vooral bekend van haar rol als Ellen Meinen in de dramaserie Westenwind (1999-2003) en als Babette van Woensel in Rozengeur & Wodka Lime (2001-2006). Na het stopzetten van Rozengeur & Wodka Lime werd Pierie naar eigen zeggen nauwelijks gecast voor rollen; dit, omdat ze volgens haarzelf te oud zou zijn. Ondertussen was ze daarom dat zelfde jaar actief als dramacoach bij onder andere ZOOP en Van Jonge Leu en Oale Groond. Hierdoor raakte ze later ook betrokken als regisseur bij dezelfde programma's en bij SpangaS, Nachtegaal en zonen en De Hemelpaort. Dit bleek niet helemaal haar ding te zijn. Pierie wou liever zelf spelen.
Sinds 2020 was Pierie bezig met Isa Hoes en Medina Schuurman om een revival te maken van Rozengeur & Wodka Lime. Tot haar dood waren ze hier mee bezig.
Ze ging in 2008 weer actief het theater in, maar speelde in 2012 haar laatste theaterstuk. Ze kon het spelen niet meer combineren met haar werk als kokkin. Parallel aan haar loopbaan als actrice bleef Pierie sinds haar studententijd door de jaren heen parttime in de horeca werken. Sinds 2011 begon ze een professionele carrière als kokkin, vanaf 2016 werd ze kokkin bij De Plantage in Amsterdam; vanaf 2021 was ze souschef.

## Persoonlijk
Pierie had een Indische vader. Haar broer is Jean-Pierre Pierie en ze was de tante van Kik Pierie. Ze was sinds 27 februari 2009 getrouwd met theatermaker, singer-songwriter en acteur Patrick Neumann. Het paar bleef ongewenst kinderloos.
In mei 2022 werd er kanker bij Pierie geconstateerd. Op 27 januari 2023 overleed zij op 53-jarige leeftijd.

## Filmografie
| Film      | Film                         | Film                | Film            |
| Jaar      | Productie                    | Rol                 | Opmerkingen     |
| --------- | ---------------------------- | ------------------- | --------------- |
| 2000      | Tattoo                       | Nina                | televisiefilm   |
| 2000      | Dalmheim                     | Ellen               | Short           |
| 2016      | Of ik gek ben                | Mevrouw Vingh       |                 |
| Televisie |                              |                     |                 |
| Jaar      | Productie                    | Rol                 | Opmerkingen     |
| 1995      | Coverstory                   | Cindy van Dorp      | 11 afleveringen |
| 1995      | Voor hete vuren              |                     | 1 aflevering    |
| 1995      | 20 plus                      | Ellen               | 16 afleveringen |
| 1996      | 12 steden, 13 ongelukken     | Brenda              | 1 aflevering    |
| 1998      | Goede daden bij daglicht     | Stella              | 1 aflevering    |
| 1999–2002 | Westenwind                   | Ellen Meinen        | 28 afleveringen |
| 2000      | SamSam                       |                     | 1 aflevering    |
| 2001–2006 | Rozengeur & Wodka Lime       | Babette van Woensel | 78 afleveringen |
| 2002      | Baantjer                     | Yvonne Keizer       | 2 afleveringen  |
| 2004      | Costa!                       | Sabine              | 1 aflevering    |
| 2004      | IC                           |                     | 1 aflevering    |
| 2004      | Zes minuten                  | Louise              | 1 aflevering    |
| 2008      | Spoorloos verdwenen          | Kristel Fernandes   | 1 aflevering    |
| 2011      | Hart tegen Hard              |                     | 1 aflevering    |
| 2012      | Mixed Up                     | Tosca               | 1 aflevering    |
| 2012      | Moordvrouw                   | Kim van Schaik      | 1 aflevering    |
| 2015      | Noord Zuid                   | Veronique           | 9 afleveringen  |
| 2017      | Vechtershart                 | Jeanette Polderman  | 1 aflevering    |
| 2020–2021 | Doodstil                     | Dewi Manupassa      | 4 afleveringen  |
| 2021      | Onze straat                  | Ida                 | 1 aflevering    |
| 2021      | Goede tijden, slechte tijden | Carla Beuzink       | 7 afleveringen  |
| 2022      | Diepe gronden                | Yvon                | 2 afleveringen  |
| 2022      | Flikken Maastricht           | Pam Berkhof         | 1 aflevering    |
| 2023      | De droom van de jeugd        | Annet               | 6 afleveringen  |